# Stazione di Via Campana
La stazione di Via Campana è una fermata ferroviaria posta sul passante ferroviario di Napoli, nel territorio comunale di Pozzuoli.

## Strutture e impianti
La fermata, posta alla progressiva chilometrica 198+144 fra la fermata di Quarto di Marano e la stazione di Pozzuoli Solfatara, conta due binari, uno per ogni senso di marcia.

## Movimento
La fermata, pur formalmente attiva, non è servita da alcun treno, tanto da non essere nemmeno segnalata sull’orario ufficiale di Trenitalia.
È tuttavia possibile, secondo le esigenze del personale ferroviario e dei loro familiari, effettuare la fermata.